# Brjansk
Brjansk (rusky Брянск) je město na západě evropské části Ruské federace na řece Desna, 379 km jihozápadně od Moskvy. Je správním střediskem Brjanské oblasti. Žije zde přibližně 373 tisíc obyvatel.

## Historie

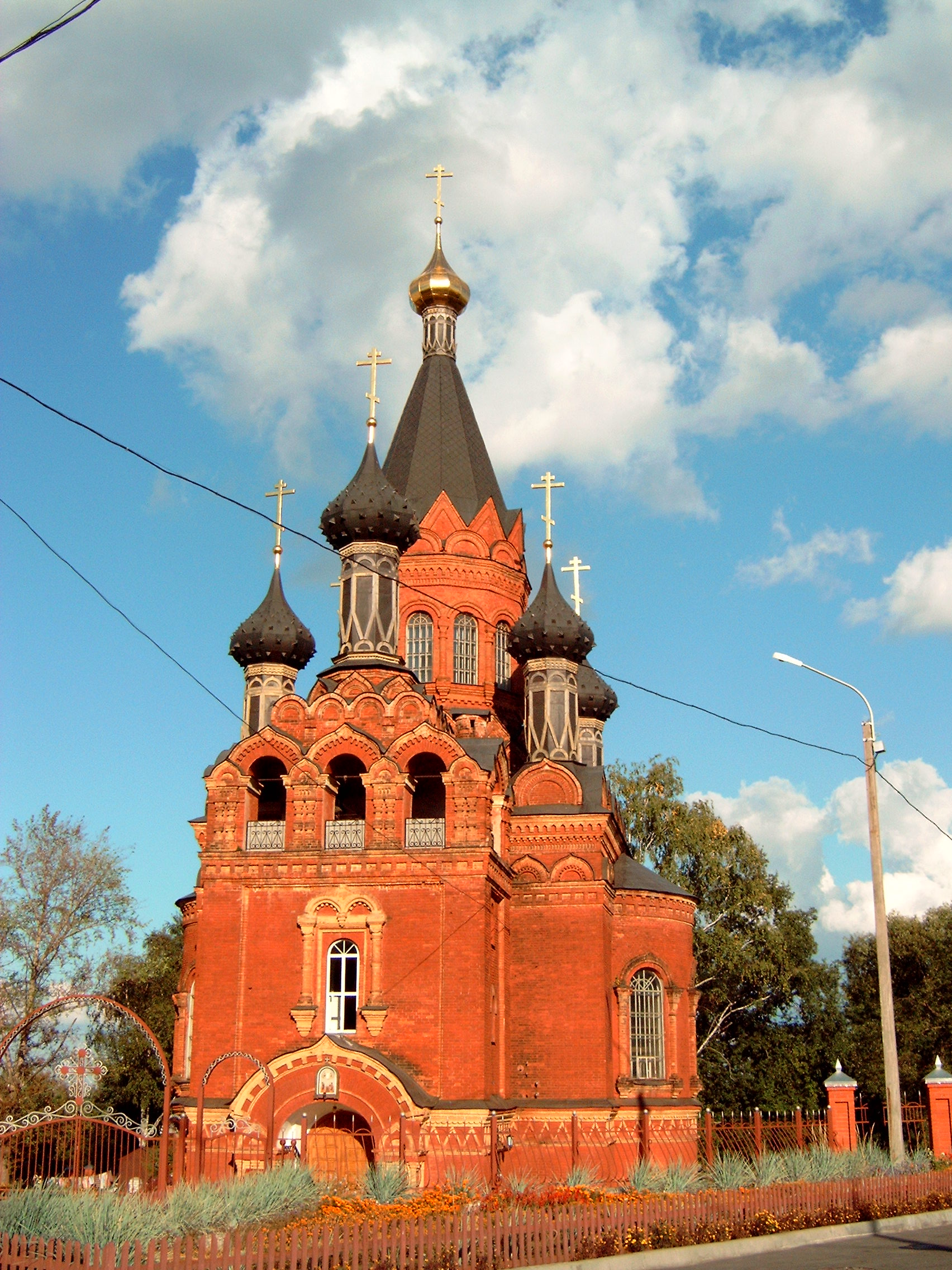
Spaso-grobovský kostel na Pokrovské hoře v Brjansku (přelom 19. - 20. století)

První zmínka o Brjansku (nazývaném tehdy Дебрянск) je z roku 1146, ale jako osada existoval snad již od konce 10. století - první zmínky o osídlení pochází z roku 985. Brjansk se stal součástí Černigovského knížectví, a to až do jeho porážky tataromongolskými nájezdníky v roce 1239. V roce 1249 vzniklo Brjanské knížectví v čele s prvním historicky doloženým brjanským knížetem Romanem Michajlovičem. Romanův syn Oleg, který knížectví převzal po svém otci ale vstoupil do mnišského stavu a Brjanské knížectví se stalo součástí knížectví Smolenského. Od roku 1356 až do konce 15. století byl Brjansk součástí Litvy. Poté se již natrvalo stal součástí Ruska, s výjimkou období mezi 6. říjnem 1941 a 17. zářím 1943, kdy ho během 2. světové války obsadili nacističtí vojáci. Ve městě samém i v jeho okolí mělo významnou roli partyzánské hnutí, Brjansk sám bývá nazýván městem partyzánské slávy. Původní název města Дебрянск je odvozen od дебри - hlubokých neprostupných lesů, obklopujících město.
Administrativně se město skládá ze čtyř městských částí (районов) - Sovětského, Běžického, Fokinského a Volodarského. Architektura města je dána jeho rozložením na březích Desny a přilehlých návrších, jednotlivé městské částí proto budí spíše dojem souměstí, než komplexní městské zástavby. Dvě největší strže byly přemostěny umělými písečnými rvy (дамбами), spojujícími nejvýznamnější náměstí Sovětského rajónu (площадь Партизан, площадь Ленина, Октябрская площадь).

## Průmysl
Město bylo vždy významným centrem dopravního a těžkého strojírenství - vyráběly se zde lokomotivy, vagóny, traktory i nákladní automobily. Mnohé z místních strojírenských závodů jsou i významnými zbrojovkami. Ve městě se vyrábí i chladicí technika (včetně chladicích železničních vozů a „chladírenských sekcí“ - pojízdných odpalovacích stanovišť raket), stavební a silniční stroje a technologie pro sušení obilí. Chemický průmysl je zastoupen fosforitovým závodem, lehký průmysl výrobou látek, obuvi a nábytku.

### Nejvýznamnější brjanské podniky
- Brjanský automobilový závod - nákladní a vojenská vozidla
- БМЗ - těžká strojírenská výroba (lodní motory, lokomotivy, velké čerpací komplexy, kotle, vagóny)
- ОАО „Брянский завод колесных тягачей“ - výroba tahačů (včetně dělostřeleckých)
- АО „Сталелитейный завод“ - přesné lití litiny a neželezných kovů
- АО „Арсенал“ - výroba silniční techniky (silniční frézy, grejdry, finišery), úplná skladba produkce není známa ani v současné době
- АО „Кремний“ - výroba polovodičů, hybridních integrovaných obvodů a speciálních modulů pro potřeby obranného průmyslu
- OOO „Литий“ - jako produkce jsou udávány černobílé televizní obrazovky
- АО „Брянский химический завод им. Поддубного“ - barvivářský průmysl
- ОАО „Брянсксельмаш“ - výroba obilnářských technologií
- ГУП Брянский электромеханический завод - výroba lékařských přístrojů a kancelářské techniky
- ОАО „Термотрон“ - výroba dopravní signalizace a příslušenství (železniční a silniční signalizace, vybavení přejezdů, snímače)
- ОАО „Электроаппарат“ - měřicí technika
- АО „Брянский силикатный завод“ - jedna z největších cihelen v oblasti
- ФГУП „192 Центральный завод железнодорожной техники“ - zařízení pro biologické a biochemické čištění vody
- ФГУП „111 военный завод Министерства обороны Российской Федерации“ - technologie pro týlové zabezpečení vojsk
- ОАО НИИ „Изотерм“ - vysokofrekvenční a indukční pece, manipulátory, laserová technika, výroba monokrystalů
- ЗАО „Мелькрукк“ - výroba mouky a zrnovin

## Doprava
Město je významným dopravním uzlem, ležícím na křížení magistrál, spojujících Moskvu s Evropou a Ukrajinou a Sankt-Petěrburg s jižními oblastmi Ruska. Brjansk je největším železničním uzlem centrálního regionu Ruské federace (s výjimkou Moskvy, která se do centrálního regionu nezahrnuje). Uzel je rozdělen do dvou nádraží - Brjansk-1 Orlovskiy je určeno pro dopravu cestujících, Brjansk-2 Lgovskiy se specializuje na nákladní přepravu a překládku. V Brjansku se kříží šest železničních tratí.
Brjansk leží na křižovatce silnic M3 (Moskva-Kyjev), M13 (Brjansk-Kobrin, s dalším napojením na dálnici M1 Moskva-Minsk-Brest) a A141 (Orel-Roslavl). Brjanská silniční síť je tvořena celkem 336 silnicemi a ulicemi o celkové délce přes 800 km.
V Brjansku bylo v roce 1994 vybudováno nové letiště se statusem mezinárodního 3/B dle IATA, staré letiště ve městě je nyní rozvojovou plochou. Letiště je vybaveno pro osluhu letadel An-12, An-24, Jak-40, Tu-134, Tu-154, Boeing 737 a menších. Helioport může obsluhovat všechny typy vrtulníků. Délka VPD 170/350 je 2400 m, šířka 42 metrů. Letiště leží v koridoru R-22.
Městská hromadná doprava je tvořena autobusy (33 linek o celkové délce 430 km, cca 200 autobusů) a trolejbusy (17 linek o celkové délce 385 km, 130 trolejbusů). Nezvyklá délka linek je dána topografií města a jeho rozdělením na tři relativně vzdálené městské celky. Kromě městskou správou provozované veřejné dopravy má Brjansk hustou síť „maršrutek“ - podnikatelsky provozovaných velkokapacitních taxi (mikrobusů, miniautobusů) s pevně stanovenou trasou jízdy. Počet těchto linek kolísá mezi 50 a 60.

## Sociální sféra

### Rodáci
- Viktor Michajlovič Afanasjev (Виктор Михайлович Афанасьев) – sovětský a ruský kosmonaut, narozen 31. prosince 1948, Hrdina Sovětského svazu, účastník letů projektu Mir a Sojuz-TM (TM-9, TM-10, TM-14 a TM-17 jako velitel rezervní posádky, velitel TM-11, velitel TM-18, velitel TM-29, člen posádky číslo 1 stanice Mir)
- Matvěj Isaakovič Blantěr (Матвей Исаакович Блантер) – hudební skladatel, autor populárních písní Kaťuša a Fotbalový pochod
- Světlana Vladimirovna Kriveljovová (Светлана Владимировна Кривелёва) – sovětská atletka, olympijská vítězka z Barcelony

### Školství
Dle údajů městské administrativy za rok 2005
Brjansk má v současné době 4 vysoké školy a 14 filiálek vysokých škol:
- Brjanskij gosudarstvennyj inženěrno-technologičeskij universtitet – Брянская государственная инженерно-технологическая академия
- Branskij gosudarstvenyj universitet im. akademika I.G. Petrovskogo – Брянский государственный педагогический университет им. академика И.Г. Петровского
- Brjanskij gosudarstvenyj techičeskij universitet – Брянский государственный технический университет
- Brjanskaja gosudarstvennaja selskochozjajstvennaja akaděmija - Брянская государственная сельскохозяйственная академия

z filiálek jsou nejvýznamnější
- filial Vserossijskogo zaočnogo finansovo-ekonomičeskogo instituta – Филиал Всероссийского заочного финансово-экономического института
- filial Moskovskogo novogo juridičeskogo instituta – Филиал Московского нового юридического института

Studijní kapacita vysokých škol přesahuje 50000 míst ve 200 studijních oborech. V systému středního školství má Brjansk 16 specializovaných učilišť (12 566 studentů) a 14 středních škol a lyceí (7511 studentů). Municipální vzdělávací systém se skládá z celkem 188 vzdělávacích zařízení, tvořených 76 obecnými školami (včetně jednoho lycea a 4 gymnázií), 98 předškolních zařízení a dvou učňovských škol.

## Partnerská města
- Severodvinsk, Rusko (2003)